# Carlota de Prússia (tsarina de Rússia)
Carlota de Prússia, tsarina de Rússia (Potsdam 1798 - Sant Petersburg 1860). Fou, amb el nom d'Alexandra Fiódorovna, tsarina de Rússia pel fet de ser esposa del tsar Nicolau I de Rússia.
Nascuda a Potsdam era la quarta filla del rei Frederic Guillem III de Prússia i de la princesa Lluïsa de Mecklenburg-Strelitz. Per part de pare era neta del rei Frederic Guillem II de Prússia i de la princesa Frederica Lluïsa de Hessen-Darmstadt, i, per part de mare era neta del príncep Carles II de Mecklenburg-Strelitz i de la princesa Frederica de Hessen-Darmstadt. El seu tiet avi era el rei Frederic II de Prússia.
L'any 1817 es casà amb el seu segon cosí, i posterior, el tsar Nicolau I de Rússia, fill del tsar Pau I de Rússia i de la princesa Sofia de Württemberg. La parella tingué set fills:
- El tsar Alexandre II de Rússia nat a Moscou el 1818 i mort a Sant Petersburg el 1881. Es casà amb la princesa Maria de Hessen-Darmstadt. I en segones núpcies amb la princesa Caterina Dolgoruki.

- La gran duquessa Maria de Rússia nata el 1819 i morta el 1876. Es casà amb el duc Maximilià de Beauharnais.

- La gran duquessa Olga de Rússia nata el 1822 i morta el 1892. Es casà amb el rei Carles I de Württemberg.

- La gran duquessa Alexandra de Rússia nata el 1825 i morta el 1844.

- El. gran duc Constantí de Rússia nat el 1827 i mort a Sant Petersburg el 1892. Es casà amb la princesa Alexandra de Saxònia-Altenburg.

- El gran duc Nicolau de Rússia nat el 1831 i mort el 1891. Es casà amb la princesa Alexandra d'Oldenburg.

- El gran duc Miquel de Rússia nat el 1832 i mort el 1909 a Canes. Es casà amb la princesa Cecília de Baden.

La tsarina Alexandra F'dorovna passà a la història per no introduir-se mai en política i per ésser una esposa afectuosa i fidel al seu espòs.